# Municipio de Isle Harbor
El municipio de Isle Harbor (en inglés: Isle Harbor Township) es un municipio ubicado en el condado de Mille Lacs en el estado estadounidense de Minnesota. En el año 2010 tenía una población de 593 habitantes y una densidad poblacional de 7,13 personas por km².

## Geografía
El municipio de Isle Harbor se encuentra ubicado en las coordenadas 46°6′42″N 93°29′55″O / 46.11167, -93.49861. Según la Oficina del Censo de los Estados Unidos, el municipio tiene una superficie total de 83.2 km², de la cual 70,12 km² corresponden a tierra firme y (15,72 %) 13,07 km² es agua.

## Demografía
Según el censo de 2010, había 593 personas residiendo en el municipio de Isle Harbor. La densidad de población era de 7,13 hab./km². De los 593 habitantes, el municipio de Isle Harbor estaba compuesto por el 94,77 % blancos, el 2,87 % eran amerindios, el 0,17 % eran asiáticos, el 0,51 % eran de otras razas y el 1,69 % eran de una mezcla de razas. Del total de la población el 1,01 % eran hispanos o latinos de cualquier raza.